# Listă de diplomați
Aceasta este o listă de diplomați.

## Australia
- Richard Alston
- Brian Burke
- Richard Butler
- Richard Casey
- Rachel De Pedro Domingo
- Alexander Downer
- H. V. Evatt
- Vince Gair
- John Herron
- Andrew Peacock
- Kevin Rudd
- Dabrina ynahkassi

## AustriașiAustro-Ungaria
- Klemens von Metternich
- Ottokar Czernin
- Kurt Waldheim

## Brazilia
- Barão do Rio Branco
- Sérgio Vieira de Mello

## Birmania
- U Thant

## Canada
- Lester B. Pearson

## China
- Gu Weijun
- Hu Shih
- Huang Hua
- Li Zhaoxing
- Li Hongzhang
- Qian Qichen
- Tang Shaoyi
- Zhou Enlai

## CehoslovaciașiRepublica Cehă
- Jan Masaryk

## Egipt
- Mohamed ElBaradei
- Boutros Boutros-Ghali

## Finlanda
- Martti Ahtisaari
- Max Jakobson
- Elisabeth Rehn
- Sakari Tuomioja

## Franța
- Hubert Languet
- Ferdinand de Lesseps
- Joseph Marie de Maistre
- Henri de Laborde de Montpezat
- Jean Nicot
- Charles-Maurice de Talleyrand-Périgord
- Dominique de Villepin

## GermaniașiPrusia
- Claus von Amsberg
- Otto von Bismarck
- Herbert von Dirksen
- Hans von Herwarth
- Eugen Ott
- Joachim von Ribbentrop
- Heinrich Georg Stahmer

## Ghana
- Kofi Annan

## Grecia
- Ioannis Kapodistrias
- Eleftherios Venizelos

## Israel
- Abba Eban

## Japonia
- Baron Hiroshi Oshima
- Kenzo Oshima
- Masako Owada
- Chiune Sugihara

## Nigeria
- Jaja Wachuku

## Norvegia
- Gro Harlem Brundtland
- Mona Juul
- Trygve Lie
- Fridtjof Nansen
- Terje Rød-Larsen

## Pakistan
- Agha Shahi

## Peru
- Javier Pérez de Cuéllar

## Polonia
- Władysław Bartoszewski

## Regatul Unit
- Sir Charles Bagot
- James Bryce
- Viscount Castlereagh
- George Canning
- Ernest Satow
- Jonathan Scheele

## Republica Macedonia
- Srgjan Kerim

## RusiașiUniunea Sovietică
- Vyacheslav Molotov
- Eduard Șevardnadze

## Siria
- Nizar Qabbani

## Statele Unite ale Americii
- John Adams
- John Quincy Adams
- Madeleine Albright
- John R. Bolton
- George H. W. Bush
- Thomas Jefferson
- Henry Kissinger

## Suedia
- Folke Bernadotte
- Hans Blix
- Dag Hammarskjöld
- Gunnar Jarring
- Raoul Wallenberg

## Vatican
- Agostino Casaroli
- John Bukovsky

## International
- Prințul Sadruddhin Aga Khan
- Prințul Aly Khan